# Our Impact Will Be Felt
Our Impact Will Be Felt è un album tributo, composto da vari artisti dedicato al gruppo hardcore punk Sick of It All. È stato pubblicato il 23 aprile 2007. Il titolo dell'album è riferito alla linea della canzone Built to Last, che appare nell'album della band con lo stesso titolo.

## Tracce
1. Rise Against - Built to Last
2. Unearth - Clobberin Time/What's Going On
3. Hatebreed - Ratpack
4. Madball - Give Respect
5. Bleeding Through - We Want the Truth
6. Comeback Kid - Step Down
7. Ignite - Cease Fire
8. The Bouncing Souls - Good Lookin' Out
9. Pennywise - My Life
10. Kill Your Idols - Friends Like You
11. Sepultura - Scratch the Surface
12. Himsa - Maladjusted
13. Most Precious Blood - Alone
14. First Blood - Just Look Around
15. Stretch Arm Strong - Busted
16. Walls of Jericho - Us Vs. Them
17. The Suicide Machines - Goatless
18. Bane - We Stand Alone
19. No Redeeming Social Value - World Full Of Hate
20. Napalm Death - Who Sets the Rules
21. Survive - Blown Away (traccia bonus Giapponese)
22. Loyal To the Grave - Will We Survive (traccia bonus Giapponese)